# 班士廳
班士廳（英語：Electoral district of Bankstown），又譯班士湯，是澳洲新南威爾斯州雪梨的一個市區，位於雪梨商業中心區西南方19（12英里）處，是間打巴利及班士廳市地方政府行政區的行政中心及人口最多的市區。

## 商業區
班士廳商業中心區位於班士廳火車亭周圍。班士廳廣場（Bankstown Plaza）位於火車亭旁，有眾多食肆、小食店及咖啡茶座。

## 學校
- 班士廳公立學校（Bankstown Public School），建於1915年
- 班士廳西公立學校（Bankstown West Public School），建於1931年
- 班士廳女子中學（英语：Bankstown Girls High School）
- 聖女歐斐米書院（英语：St Euphemia College）

## 教堂
- 天主教（英语：Catholic Church in Australia）聖斐烈堂（St Felix de Valois Parish）
- 天主教（英语：Catholic Church in Australia）聖布倫丹堂（St Brendan Catholic Church）
- 班士廳區聯合教會（Bankstown District Uniting Church）
- 希臘正教聖女歐斐米堂（St Euphemia Greek Orthodox Church）[4]

## 知名居民
- 白賴仁·布朗
- 比爾治·艾馬頓
- 阿什莉·加德納[5]
- 比列·賀文
- 保羅·基廷
- 約翰·康拉茲
- 梅拉妮·羅奇

## 圖集

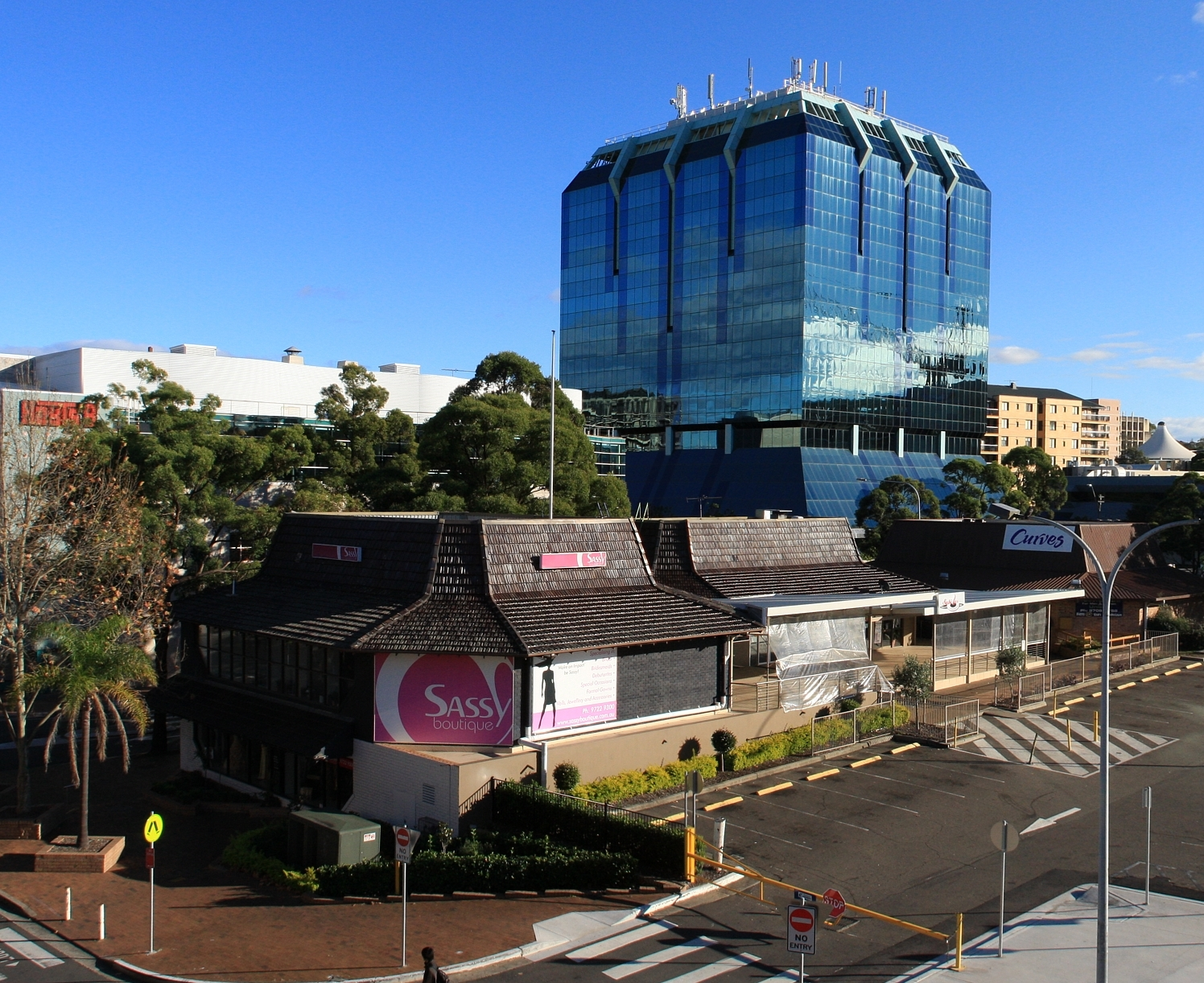
班士廳市政大樓（Bankstown Civic Tower）
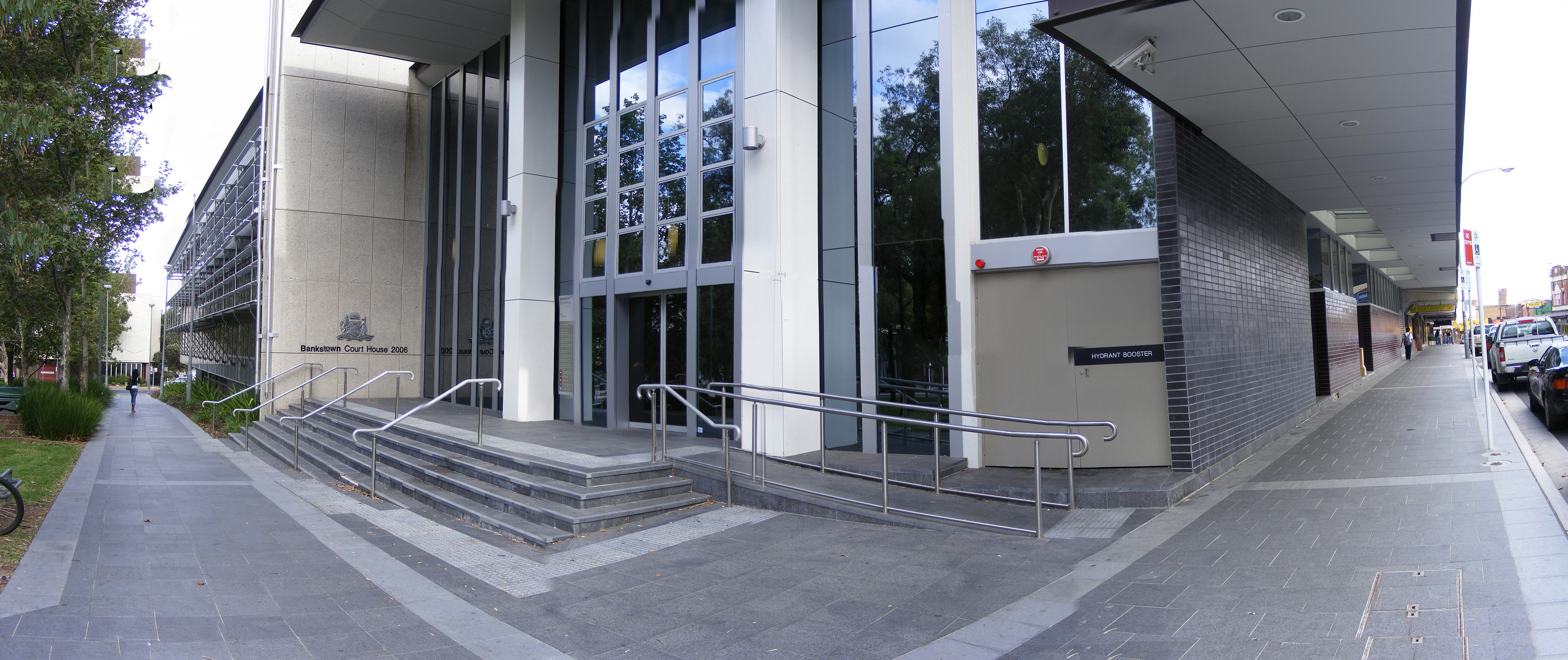
班士廳法院大樓（Bankstown Court House）
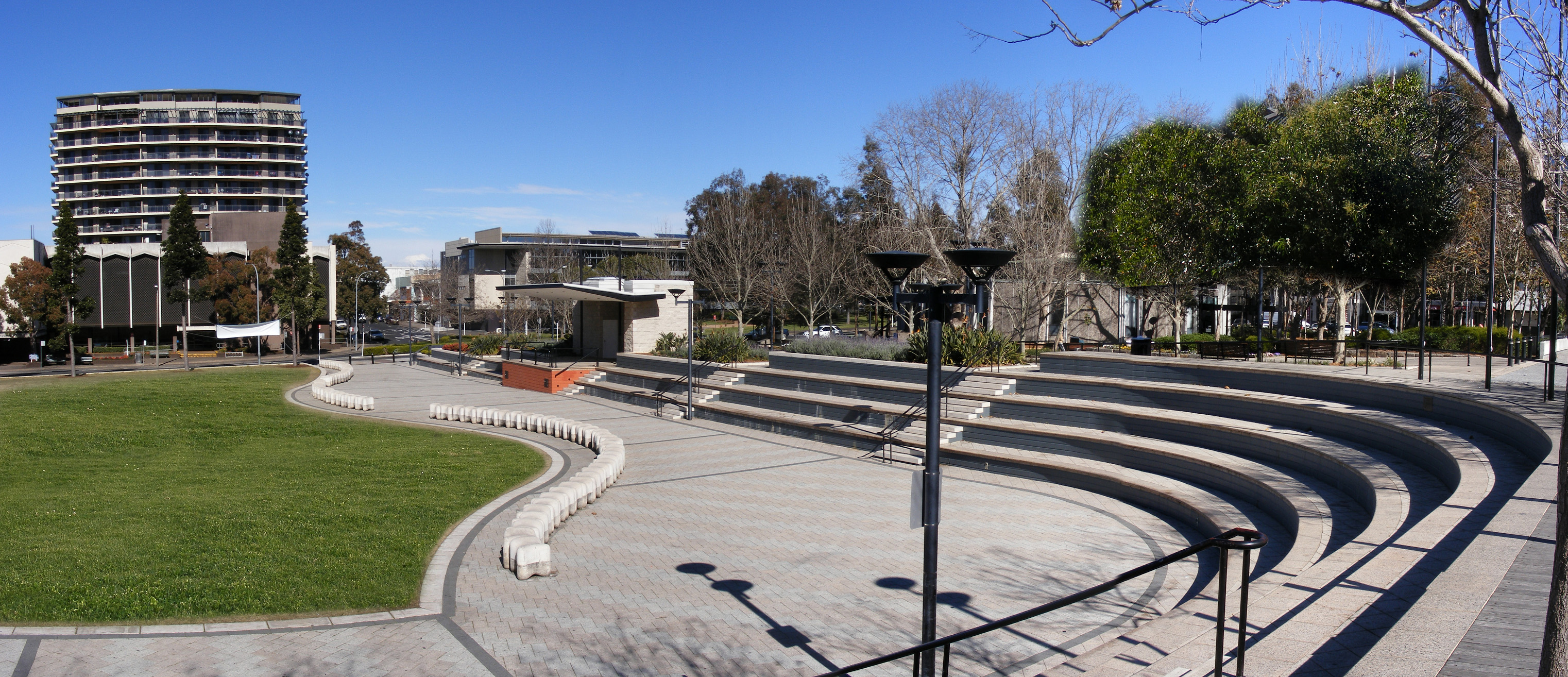
保羅基廷公園（Paul Keating Park）
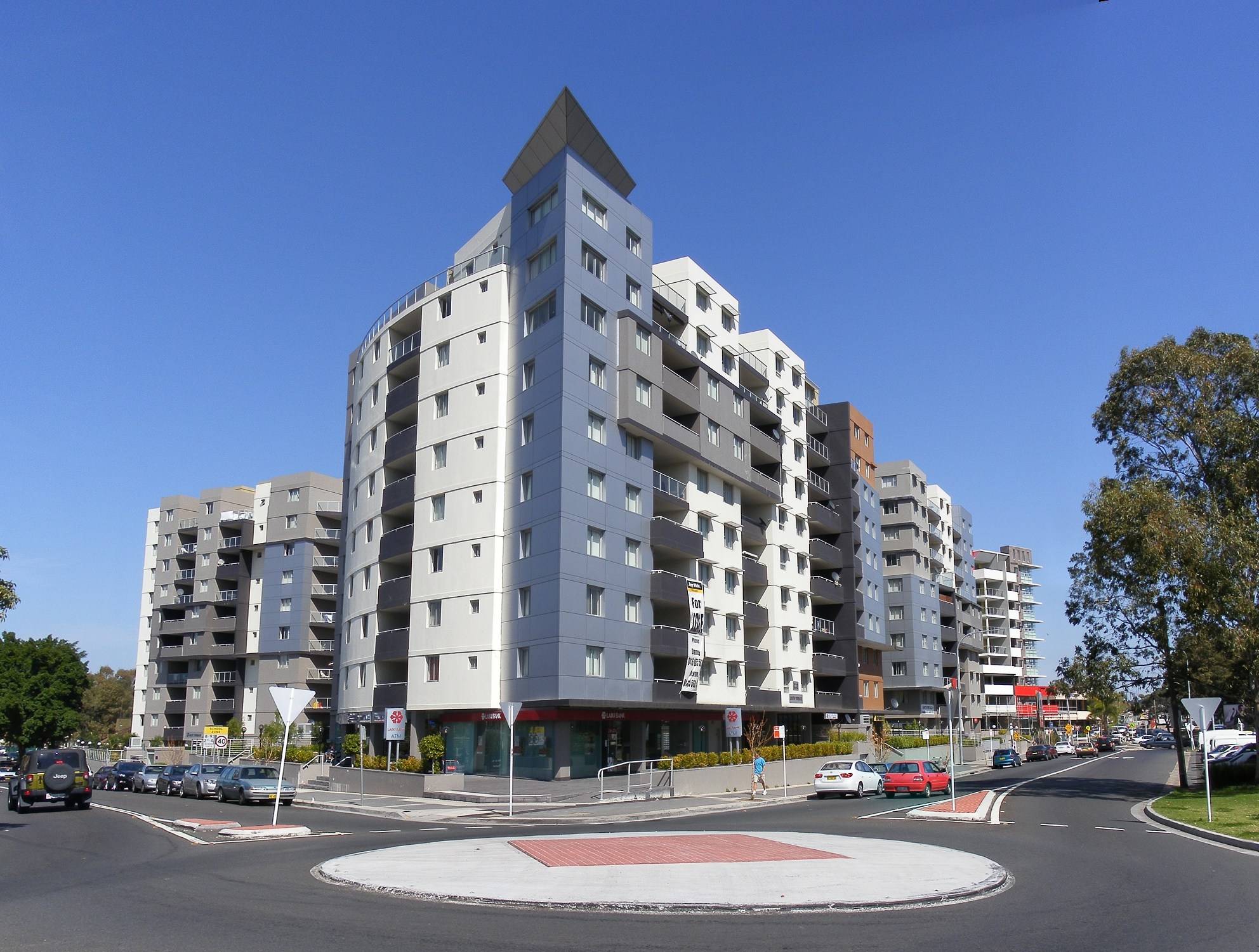
住宅樓宇
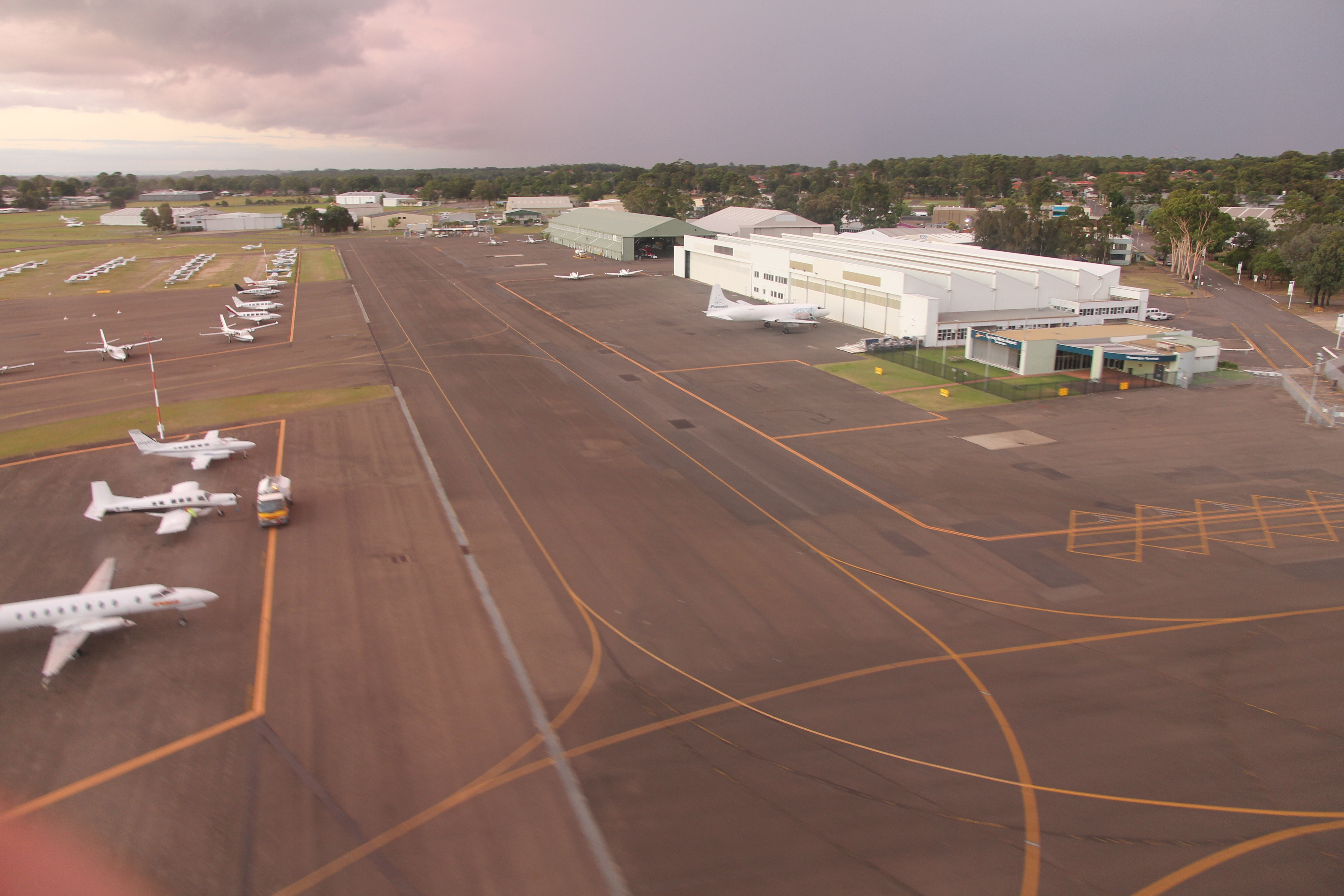
班士廳機場
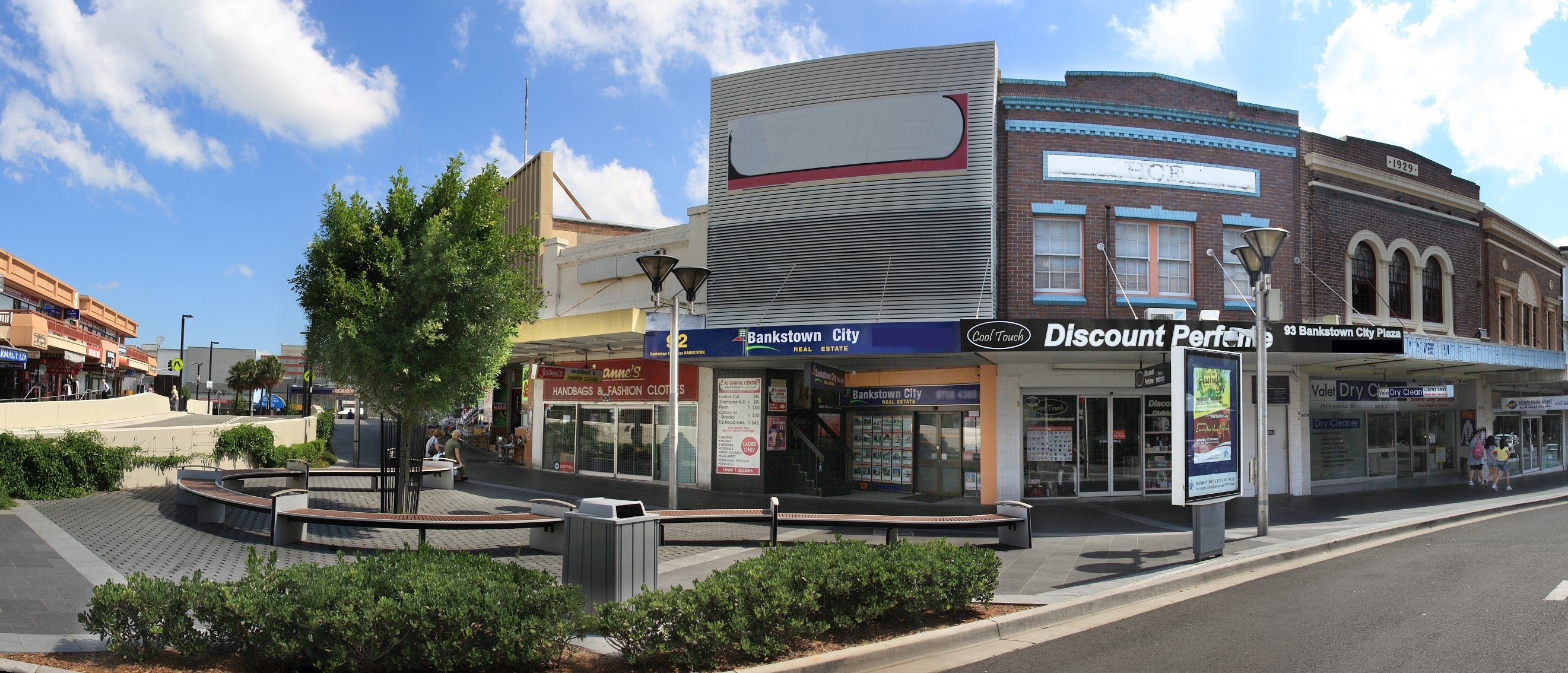
舊市中心廣場（Old Town Centre Plaza）
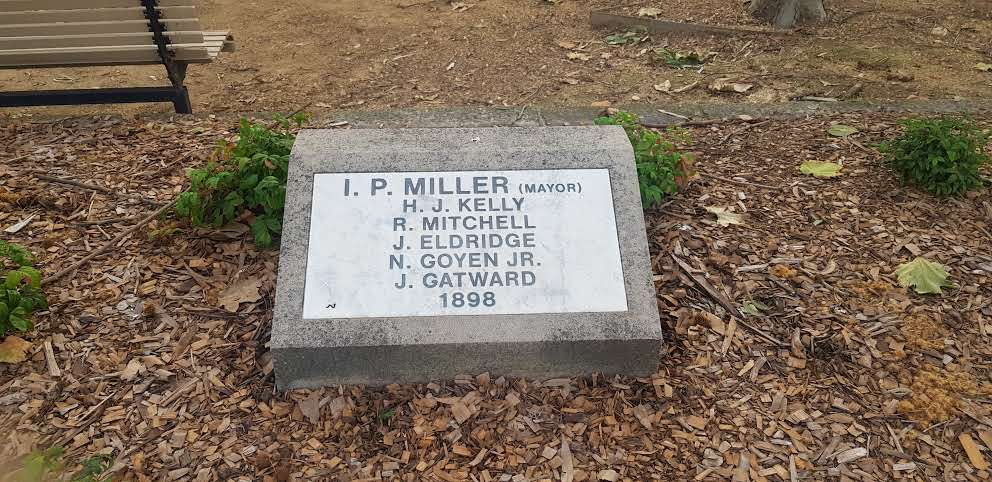
原班士廳大會堂的基石
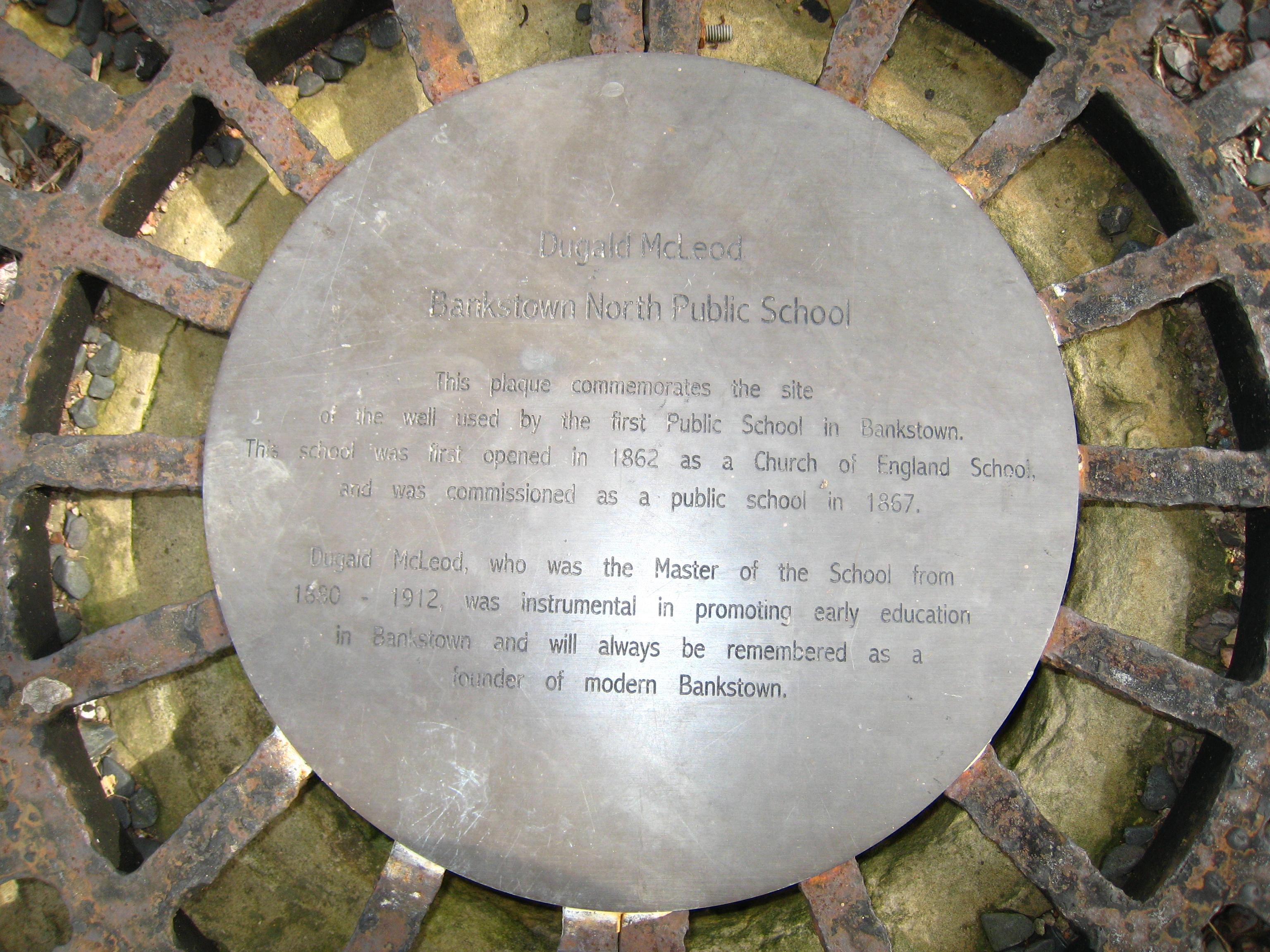
麥律水塘（McLeod Reserve）

## 延伸閱讀
- Sue Rosen (1996), Bankstown, a Sense of Identity.

## 外部連結
- Community Profile
- Local Government Areas, Bankstown

33°55′05″S 151°02′06″E / 33.91806°S 151.03500°E